# Ligiarctus
Genre
Ligiarctus est un genre de tardigrades de la famille des Halechiniscidae. 

## Liste des espèces
Selon Degma, Bertolani et Guidetti, 2017 :
- Ligiarctus alatus Gomes-Júnior, Santos, da Rocha, Santos & Fontoura, 2017
- Ligiarctus eastwardi Renaud-Mornant, 1982

## Publication originale
- Renaud-Mornant, 1982 : Sous-famille et genre nouveaux de tardigrades marins (Arthotardigrada). Bulletin du Muséum National d'Histoire Naturelle Section A Zoologie Biologie et Écologie Animales, vol. 4, no 1/2, p. 89-94.